# Therates namthacolus
Therates namthacolus (лат.) — вид жуков-скакунов рода Therates из семейства жужелицы (Carabidae). Назван по имени места обнаружения типовой серии (Louang Namtha,
N21°07.5, E101°21.0).

## Распространение
Лаос (Louangnamtha, Houaphan, Xiangkhoang).

## Описание
Длина от 8,0 до 9,2 мм. Тело с металлическим блеском. От близких видов отличается сочетанием окраски надкрылий и затемнённым коричневым краям лабрума. Голова блестящая зеленовато-чёрная. Мандибулы желтоватые, зубцы по краю буроватые. Верхняя губа одинаковой длины и ширины, желтоватая в центре, с шестью вершинными зубцами и одним боковым зубцом. Губные и максиллярные щупики желтоватые. Наличник голый. Лоб гладкий. Переднеспинка блестящая зеленовато-чёрная, её длина больше ширины, сужена и сзади. Надкрылья блестящие чёрные с коричневато-жёлтыми отметинами. Брюшная сторона чёрная. Ноги желтовтао-коричневые, голени и лапки несколько затемнены дистально.